# Heihe
Heihe (cinese: 黑河; pinyin: Hēihé) è una città-prefettura situata nell'estremo nord-est della Cina nella Provincia di Heilongjiang, nella Manciuria interna settentrionale, al confine con la Russia, da cui è separata dal fiume Amur.
È suddivisa in 6 zone amministrative:
1. la città-distretto di Aihui, al cui interno si trova la città di Aihui. Nei suoi dintorni c'è il sito archeologico della città di Aigun e nell'area rurale del distretto vi è anche il villaggio di Dawujiazi, uno dei pochissimi in cui si parla ancora la lingua manciù
2. la città-contea di Bei'an
3. la città-contea di Wudalianchi
4. la contea di Nenjiang
5. la contea di Xunke
6. la contea di Sunwu